# Poezja haptyczna

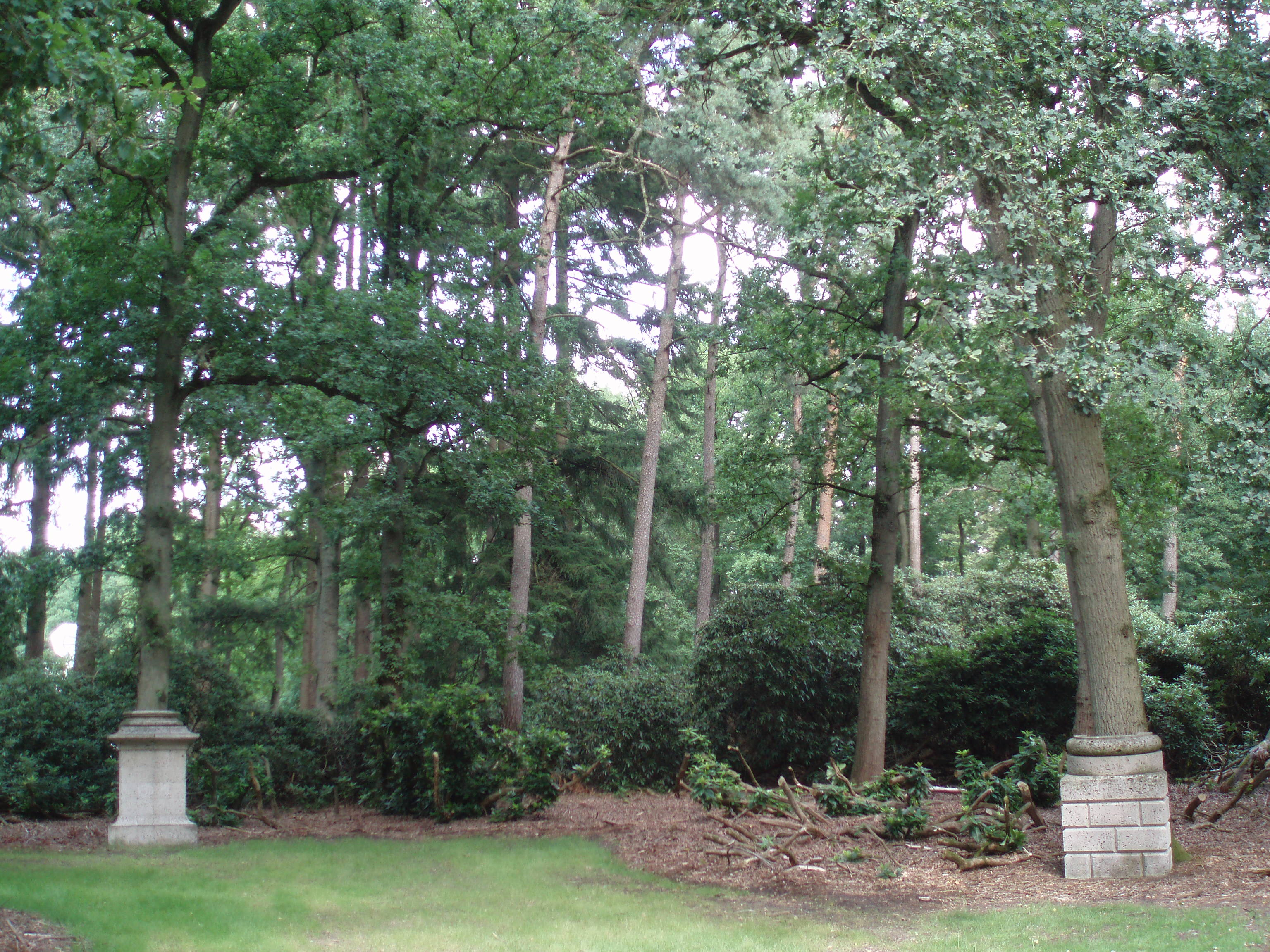
Little Sparta ogród z poematami haptycznymi autorstwa Iana Hamiltona Finlaya

Poezja haptyczna (poezja dotykowa, z gr. απτικός /haptikos/ – dotyk) – forma sztuki łącząca cechy typografii i rzeźby w celu tworzenia obiektów, które mogą być nie tylko widoczne, ale także dotykane i możliwe do manipulowania. W poezji haptycznej zmysł dotyku (w mniejszym stopniu również inne zmysły) jest równy, a czasem ważniejszy od zmysłu wzroku. W swoim odstępstwie od poezji wyłącznie tekstowej wykazuje podobieństwo do poezji wizualnej i poezji dźwiękowej. Poezja tekstowa i poezja haptyczna mają jednak ten sam cel – wywołać w umyśle odbiorcy efekt artystyczny.

## Historia

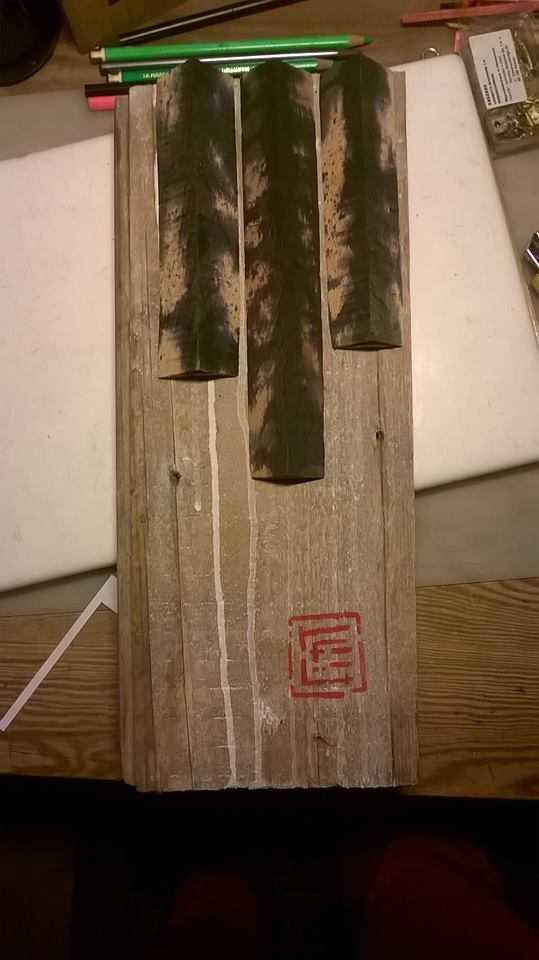
"Haiku" Witolda Szwedkowskiego, przykład poezji haptycznej

Cechy poezji haptycznej miały występujące już w starożytności obiekty magiczne. Istniały bowiem przedmioty osobiste z zapisanymi na nich zaklęciami czy innymi treściami posiadającymi dla użytkownika szczególne znaczenie. Do obiektów takich zaliczać można talizmany, klejnoty gnostyckie czy przedmioty fetyszystyczne.
Wynalezienie i używanie alfabetu Braille’a przyczyniło się do tworzenia i adaptacji tekstów literackich w dotykowym systemie zapisu. W sztuce XX wieku "dotykalne obiekty poetyckie" tworzyli między innymi Dadaiści, Marcel Duchamp, Kurt Schwitters, także Joseph Cornell (pudełka surrealistyczne) i grupa Fluxus. Nowszym historycznie zjawiskiem w poezji haptycznej stało się tworzenie książek unikatowych. Współczesnym trendem jest stosowanie nowoczesnych urządzeń interaktywnych i przestrzeni wirtualnych w tworzeniu sztuki cyfrowej.

## Poeci haptyczni

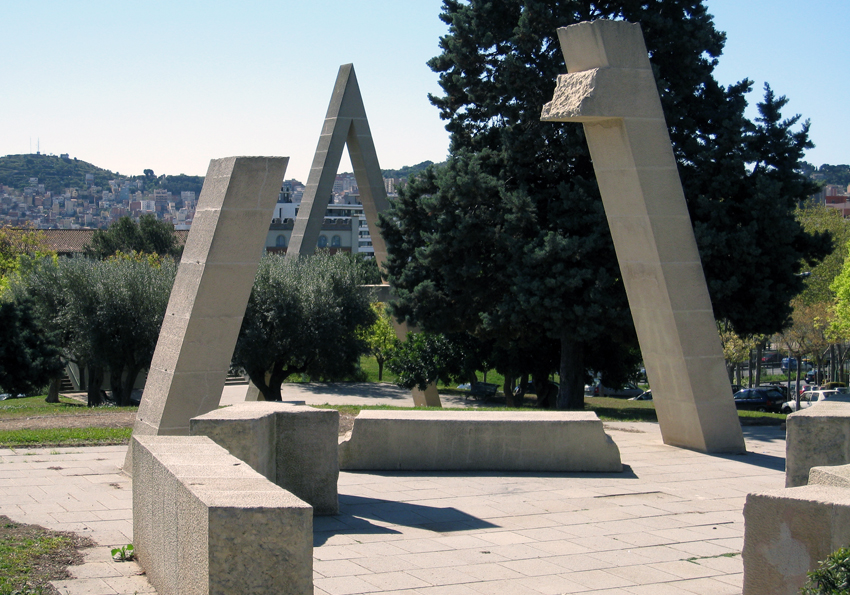
Joan Brossa: Wizualny wiersz przechodni, w trzech czasach (1984) w Barcelonie.

Współczesnymi poetami haptycznymi są między innymi Joan Brossa (Katalonia), Ian Hamilton Finlay (Szkocja) ze swoim dziełem życia - Mała Sparta (ang. Little Sparta), Ay-O (Japonia), Jadwiga Sawicka (Polska), Ewa Partum (Polska), Żarko Aleksić (Serbia), który spisywanie wierszy poprzedzał medytowaniem w kontakcie z dotykalnymi przedmiotami lub pozostawaniem dłuższy czas w pozycji pozwalającej dotkliwie doświadczyć swojej cielesności. Przykładem poezji haptycznej może być też praca „Alea iacta Est” Stanisława Dróżdża, który jednak częściej tworzył poezję konkretną.